# 因斯布鲁克环路站
因斯布鲁克环路站（德語：U-Bahnhof Innsbrucker Ring）是德國慕尼黑地铁2、5和7号线位于拉默斯多夫-佩拉赫的车站，是一个较为繁忙的换乘车站。